# Anna Křížková
Anna Křížková (* 11. April 1994) ist eine tschechische Weitspringerin.

## Sportliche Karriere
Erste internationale Erfahrungen sammelte Anna Křížková 2019 bei den Europaspielen in Minsk, bei denen sie mit einer Weite von 5,96 m den 22. Platz belegte. Anschließend schied sie bei der Sommer-Universiade in Neapel mit 6,05 m in der Qualifikation aus und belegte mit der tschechischen 4-mal-100-Meter-Staffel in 45,83 s den siebten Platz.
2019 wurde Křížková tschechische Hallenmeisterin im Weitsprung.

## Persönliche Bestleistungen
- Weitsprung: 6,28 m (+0,5 m/s), 18. Mai 2019 in Pilsen
  - Weitsprung (Halle): 6,10 m, 16. Februar 2019 in Ostrava